# Allee-Center Magdeburg

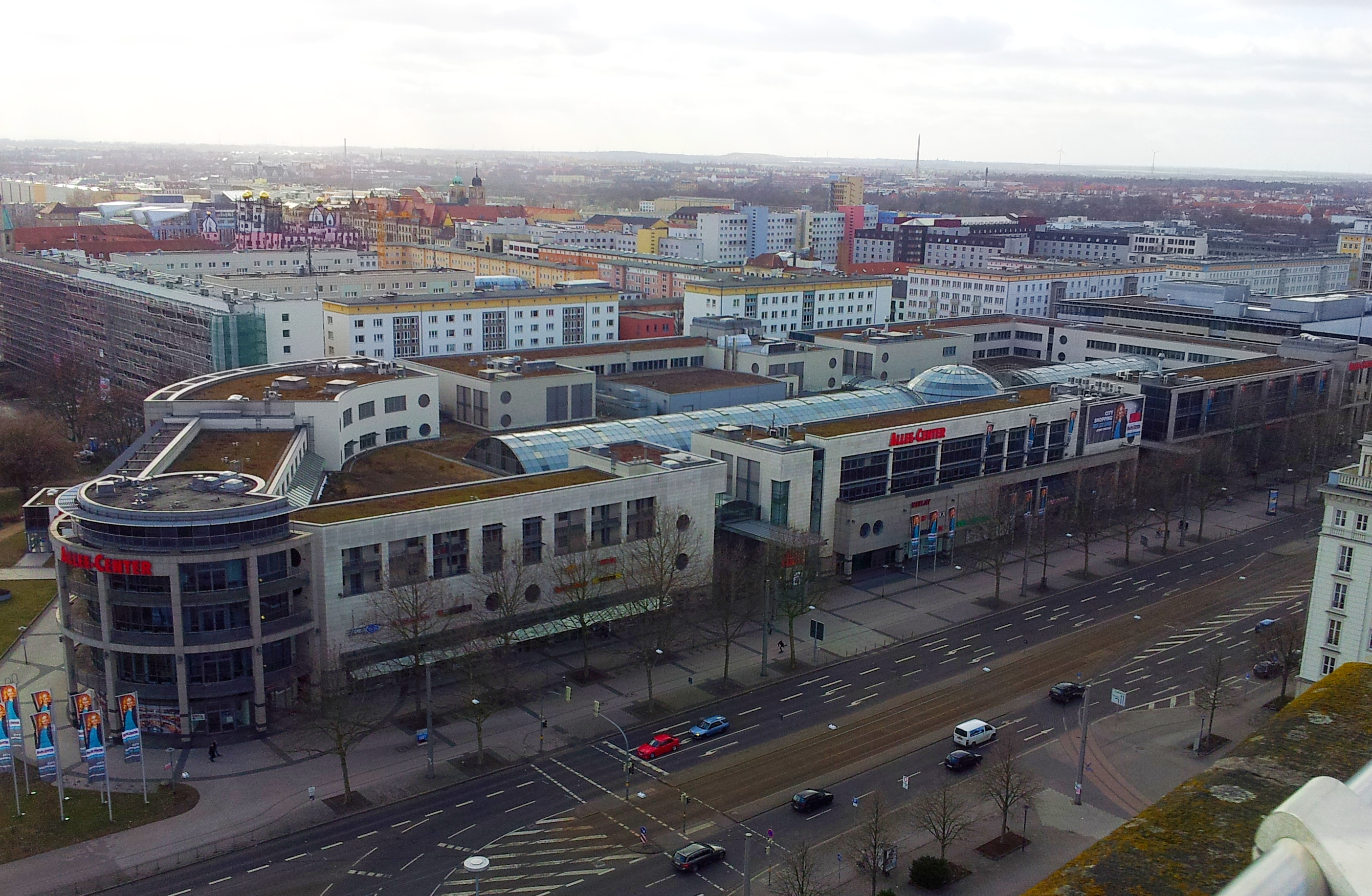
Blick auf das Allee-Center

Das Allee-Center Magdeburg ist ein Einkaufszentrum im Zentrum Magdeburgs, im Stadtteil Altstadt. Es befindet sich direkt an der Ernst-Reuter-Allee.

## Gebäude und Erweiterung
Die Magdeburger Innenstadt war nach ihrer weitgehenden Zerstörung im Zweiten Weltkrieg in den 1950er Jahren im Stil des Sozialistischen Klassizismus wieder aufgebaut worden. Zwischen der Otto-von-Guericke-Straße westlich des Hauptbahnhofs bis zum Elbufer wurde ein großer Zentraler Platz errichtet. Dieser sollte durch ein Turmhochhaus am Elbufer abgeschlossen werden. Dieses Turmhaus ließ sich unter den wirtschaftlichen Bedingungen in der DDR bis 1989 nicht realisieren. Eine Vielzahl der historischen Gassen und Straßen, wie der Dreienbrezelstraße, die Judengasse und der Tischlerbrücke, die Magdeburg über Jahrhunderte geprägt hatten, wurden planiert und nicht mehr fortgeführt. Direkt nach der Wende in der DDR begann die Stadt mit der Neuplanung für die Bebauung des zentralen Platzes. Ziel war vor allem die Aufwertung und Belebung der Innenstadt und eine Schließung der bestehenden städtebaulichen Lücken. In einem Workshop im Februar 1990 entstanden erste Planungsideen, die dem später mit dem Allee-Center realisierten Projekt schon nahe kamen. 1992 fand ein erster städtebaulicher Ideenwettbewerb statt. Auf Basis des dabei entstandenen Nutzungskonzepts erteilte die Stadt 1995 den Zuschlag zur Errichtung der neuen Bebauung. Westlich der Nord-Süd-Achse des Breiten Wegs entstand zunächst das Ulrichshaus, östlich davon auf einem etwa 245 mal 90 Meter großen Areal bis zum Elbufer das Allee-Center. Mit der Fertigstellung des Centers erhielt die Magdeburger Innenstadt an dieser Stelle eine neue städtebauliche Dominante, die den in diesem Bereich bislang überdimensionierten Straßenraum des Breiten Weges verkleinert und auf innerstädtische Maßstäbe reduziert. Die Struktur der historischen Gassen wurde nicht wieder aufgenommen und nun überbaut.
Der Grundstein für das Allee-Center wurde am 16. April 1997 gelegt. Mit der Eröffnung am 30. September 1998 verfügte das Allee-Center auf einer Fläche von 25.000 Quadratmetern über 110 Geschäfte. Neben der Verkaufsfläche auf zwei Stockwerken gibt es auch 23 Wohnungen und rund 7000 Quadratmeter Büroflächen im Gebäude. Am 30. März 2006 wurde das Untergeschoss eröffnet. Seitdem hat das Allee-Center eine Verkaufsfläche von 35.000 Quadratmeter und beherbergt 150 Geschäfte. Betrieben wird das Center vom Hamburger Unternehmen ECE Projektmanagement. Es hat nach Einschätzung des Kunsthistorikers Thomas Topfstedt zusammen mit dem benachbarten Ulrichshaus erheblich zur Wiederbelebung der Magdeburger Stadtmitte beigetragen.
2018 wurde ein zweistelliger Millionenbetrag in die Modernisierung des Allee-Centers investiert und es entstanden unter anderem Loungebereiche und ein Kinder-Spielplatz.

## Lage
Das Gebäude liegt im Zentrum Magdeburgs, in der Nähe des Hauptbahnhofs und des Magdeburger Rings. Etwa 200 Meter östlich des Gebäudes fließt die Elbe. In geringer Entfernung steht außerdem das City-Carré, ein weiteres großes Einkaufszentrum. Das Parkhaus des Allee-Centers verfügt über 1300 Parkplätze und ist vom Schleinufer aus zu erreichen. Außerdem ist das Center mit drei Haltestellen in unmittelbarer Nähe an den öffentlichen Nahverkehr Magdeburgs angeschlossen. Rund um das Gebäude befinden sich Fahrradabstellanlagen für etwa 180 Fahrräder in Form von Anlehnbügeln sowie einige mobile Fahrradständer der Einzelhändler.

## Geschäfte
Zu den im Allee-Center vertretenen Handelsketten zählen unter anderem ein Elektronikfachmarkt sowie viele weitere Lebensmittelmärkte, Schmuck- und Kosmetikgeschäfte, Dienstleister, Cafés und Bekleidungsgeschäfte.
Im Untergeschoss finden regelmäßig Ausstellungen, Modenschauen oder Konzerte statt. In der Mitte der unteren Etage befindet sich außerdem ein Brunnen mit mehreren Sitzmöglichkeiten. Der Brunnen verfügt über eine besondere Technik und lädt so regelmäßig zu Brunnenshows ein. Highlight ist hierbei die 14 Meter hohe Wasserfontäne. Zur Weihnachtszeit ist das Center entsprechend dekoriert und vor dem Center elbseitig ist eine große Eisbahn aufgebaut.